# Liste du patrimoine mondial en république démocratique du Congo
Cet article recense les sites inscrits au patrimoine mondial en république démocratique du Congo.

## Statistiques
La république démocratique du Congo ratifie la Convention pour la protection du patrimoine mondial, culturel et naturel le 23 septembre 1974. Le premier site protégé est inscrit en 1979.
En 2013, la république démocratique du Congo compte 5 sites inscrits au patrimoine mondial, tous naturels.
Le pays a également soumis 3 sites à la liste indicative, tous mixtes.

## Listes

### Patrimoine mondial
Les sites suivants sont inscrits au patrimoine mondial.
| Site                          | Province             | Type                       | Date | Superficie (ha) | Lien | Notes                       | Coordonnées                      | Illus. |
| ----------------------------- | -------------------- | -------------------------- | ---- | --------------- | ---- | --------------------------- | -------------------------------- | ------ |
| Parc national de Kahuzi-Biega | Maniema, Sud-Kivu    | Naturel (x)                | 1980 | 600 000         | 137  | En péril                    | 2° 30′ sud, 28° 45′ est          |        |
| Parc national de la Salonga   | Maniema, Sud-Kivu    | Naturel (vii), (ix)        | 1984 | 3 600 000       | 280  | En péril entre 1999 et 2021 | 2° sud, 21° est                  |        |
| Parc national des Virunga     | Nord-Kivu, Orientale | Naturel (vii), (viii), (x) | 1979 | 800 000         | 63   | En péril                    | 0° 55′ 01″ nord, 29° 10′ 01″ est |        |
| Réserve de faune à okapis     | Orientale            | Naturel (x)                | 1996 | 1 372 625       | 718  | En péril                    | 2° 00′ nord, 28° 30′ est         |        |
| Parc national de la Garamba   | Orientale            | Naturel (vii), (x)         | 1980 | 500 000         | 136  | En péril                    | 4° 00′ nord, 29° 15′ est         |        |

### Liste indicative
Les sites suivants sont inscrits sur la liste indicative.
| Site                      | Province  | Type  | Date | Superficie (ha) | Lien | Notes | Coordonnées             | Illus. |
| ------------------------- | --------- | ----- | ---- | --------------- | ---- | ----- | ----------------------- | ------ |
| Dépression de l'Upemba    | Katanga   | Mixte | 1997 |                 | 963  |       | 8° 36′ sud, 26° 24′ est |        |
| Grottes de Dimba et Ngovo | Bas-Congo | Mixte | 1997 |                 | 961  |       |                         |        |
| Grotte de Matupi          | Orientale | Mixte | 1997 |                 | 962  |       |                         |        |